# 靜擬花鮨
靜擬花鮨，為輻鰭魚綱鱸形目鱸亞目鮨科的其中一個種。

## 分布
本魚分布於印度西太平洋區，包括模里西斯、中國、臺灣、日本、印尼、菲律賓、越南、澳洲、萬那杜、帛琉等海域。

## 深度
水深10至35公尺。

## 特徵
本魚體延長而側扁，吻尖突，體色艷麗，體以粉紫色為底，背部及尾鰭、腹鰭、臀鰭、胸鰭為亮藍色，背鰭為紅色且具白色邊緣，背鰭軟條部具一紫紅色斑塊。吻部及下頷部為鮮黃色，從上頷至眼睛分叉成2條橘色的條紋，一條延伸至背部，一條至鰓蓋，背鰭硬棘10枚，背鰭軟條15至17枚，臀鰭硬棘3枚，臀鰭軟條7至8枚，體長可達12公分。

## 生態
本魚棲息在獨立礁石峭壁處或岩礁區，社會階層行為明顯，小魚在下，雌魚在中，少數雄魚在最上層水域，以動物性浮游生物為主食。生殖行一夫多妻制，產浮游卵，雄魚死亡後才會有雌魚依序遞補。

## 經濟利用
為美麗的觀賞魚。